# Claude Janiak

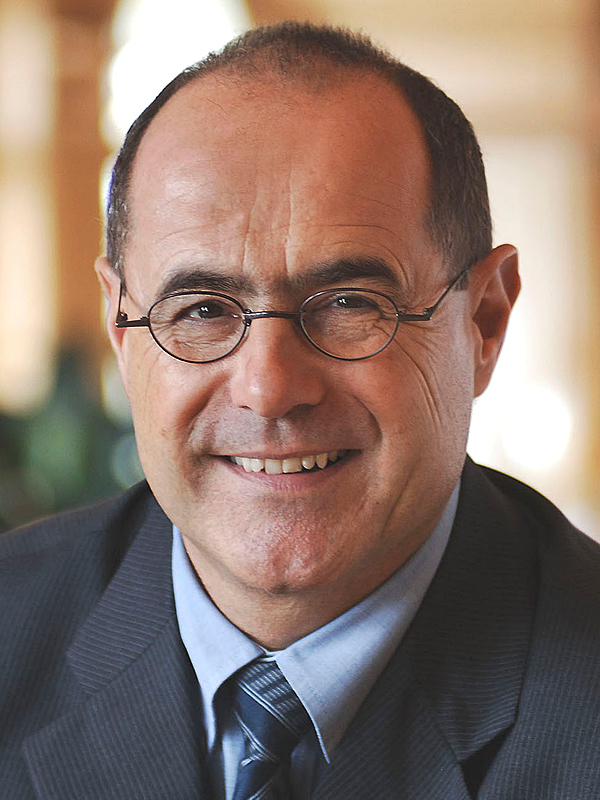
Claude Janiak

Claude Janiak (* 30. Oktober 1948 in Basel; heimatberechtigt in Basel und Binningen) ist ein Schweizer Politiker (SP). Im Amtsjahr 2005/06 war er Nationalratspräsident.

## Biografie
Janiak wurde als Sohn eines internierten Polen und einer Schweizerin in Basel geboren. Nach der Matura am Humanistischen Gymnasium in Basel studierte Janiak Rechtswissenschaft an der Universität und schloss 1971 mit dem Lizenziat ab. 1975 doktorierte er, 1978 wurde er Rechtsanwalt.
Janiak war von 1974 bis 1979 Gemeinderat (Exekutive) von Bubendorf, von 1981 bis 1987 und von 1994 bis 1999 basellandschaftlicher Landrat, von 1989 bis 1995 Präsident der SP Baselland und von 1998 bis 1999 Präsident des Landrats. Zwischen 1988 und 1995 gehörte er auch dem Einwohnerrat in Binningen an. Bei den Wahlen 1999 wurde er in den Nationalrat gewählt und 2003 wiedergewählt. Im Jahr 2006 war er Nationalratspräsident. 2007 wurde er in den Ständerat für Baselland gewählt. Bei den Wahlen 2019 trat er nicht mehr an.
Janiak ist polnisch-schweizerischer Doppelbürger. Er war der erste Nationalratspräsident, der offen zu seiner Homosexualität steht.